# San Lucas Camotlán
San Lucas Camotlán è un comune del Messico, situato nello stato di Oaxaca.